# 發現之旅叢書
《發現之旅》是法國加利瑪出版社於1986年推出的插圖百科全書文庫集（法語發音：[dekuvɛʁt ɡalimaːʁ]，直譯「加利瑪發現文庫」）的中文譯本，由臺灣時報文化首次譯介至華語世界。中譯本第1冊《文字與書寫：思想的符號》於1994年5月31日推出，歷時12年陸續編輯發行，截止到2006年2月20日出版的《達利：超現實主義狂想天才》，共計推出81冊。相較700多冊的法文原版，這只是很小的一部份。原版的首部作品—由埃及學家尚·韋寇所著—在中譯版裡被作為第2冊《古埃及探祕：尼羅河畔的金字塔世界》。

## 概觀

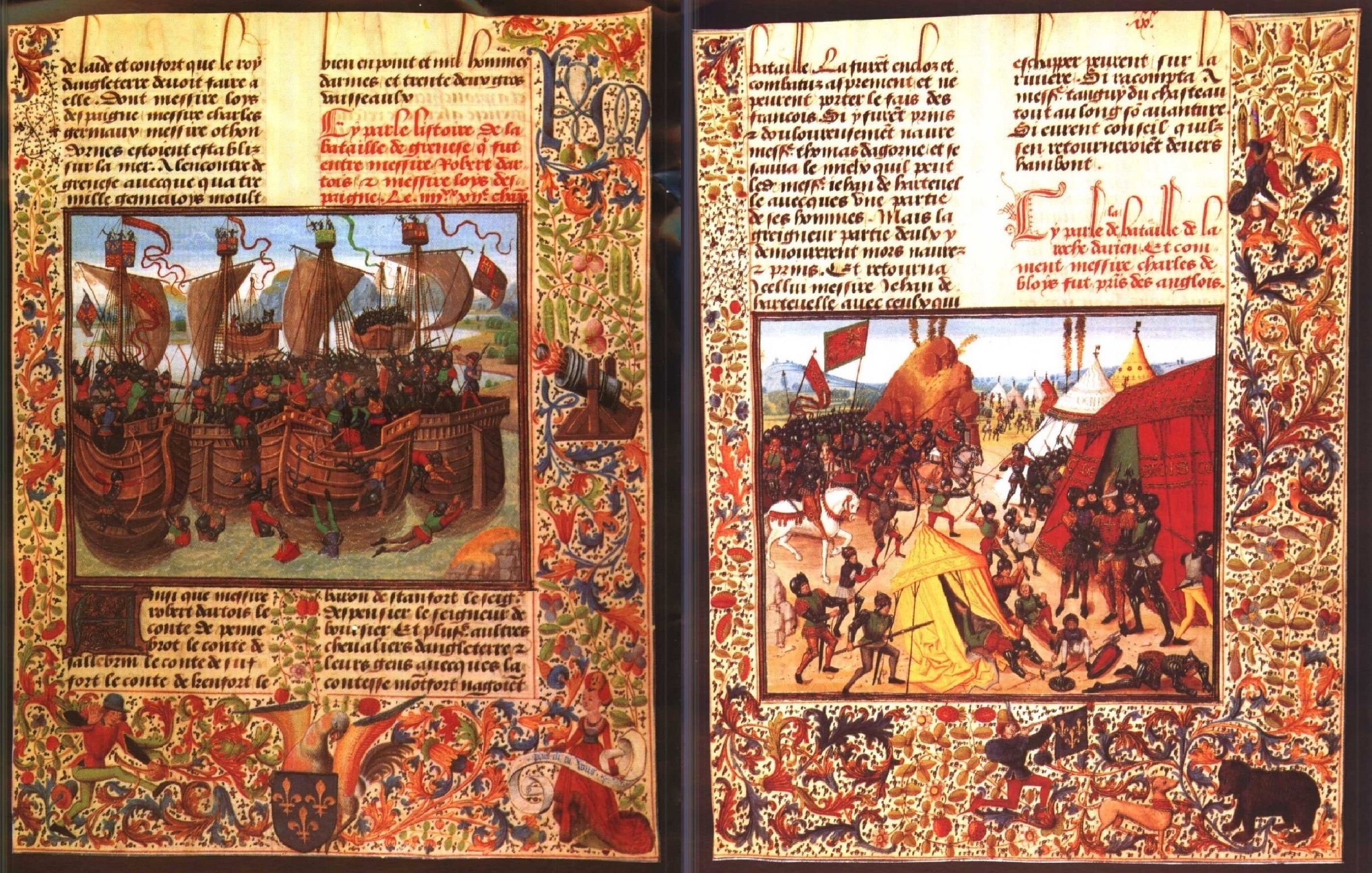
《文字與書寫：思想的符號》扉頁。插圖取自尙·傅華薩的著作《大事記》中的纖細畫。

《加利瑪發現文庫》是加利瑪青年出版社總裁皮耶·馬爾尙首創的「圖像閱讀」書籍，並締造了1980年代以來最成功的「圖像閱讀書」風潮。《發現》的圖書都是以32開本大小（125 × 178 mm）的口袋書樣式設計，以厚質帶光澤的雪銅紙印刷，並配以豐盛的全彩插圖。每一冊敍述一個主題，作者都是邀請特定主題的學術權威執筆，均以專題論文的形式寫作，內容涵蓋歷史、考古、宗教、音樂、美術、美學、科學等世界文明精華，並有為數眾多的人物傳記、自然演化、地理變遷和古文明探檢史等。目前參與著述的作者有502人，他們擅以時序和歷史視角來闡述主題。比如，中譯本第1冊《文字與書寫：思想的符號》就運用編年體追述自美索不達米亞文明以降的五千年文字史。這種敍述方式幾乎遍及整套文庫，可說「歷史」與「編年紀」是構成《發現》文本的基本元素。配給插圖的說明文也必須具備自身的訊息量，不能重複正文內容。作者要以一套主流文庫的標準來寫作，創作出有一定水準的文本，此外，文本需與插圖完美配合。布魯諾·布拉塞爾（Bruno Blasselle），巴黎阿瑟納爾圖書館館長，第321種書目（簡體中譯本第49冊《滿滿的書頁：書的歷史》）的作者，描述了他為《發現》文庫工作的體驗：「對作者而言，撰寫一本『發現』有如被困在陷阱裡，迫使你無法按照自己已然習慣的計劃去工作，你必須超越自己的計劃。」根據時報出版者的說法，譯介這套文庫的構想是「在題材上擺脫狹隘的實用主義，就一個人智慧的發展方面提供多元選擇；在寫作角度上能跨越中國本位，以及近代過度來自美、日文化的影響，爲讀者提供更接近完整世界觀的思考角度；在設計與製作上，能夠呼應影像時代的視覺需求。」
《發現》的封面設計是其特色之一，法文舊版的封面採用黑色背景，彩色印刷，有很強的光澤度，類似軟精裝本。新版封面則使用不具光澤感的啞光壓層設計，但拋棄了單一的黑色背景，顏色上更豐富多彩，並依據不同題材制定色碼。一張完整彩圖佔滿整個封面，一張和主題相關的小型圖片用於書脊，背面也附一張圖片以及《發現》的獅身人面像標識，以此讓這套百科全書在視覺效果上很明顯和其他知識性書籍區分開來。《發現》的其他語言版本也多採用加利瑪的設計，有了這種強烈的視覺辨識度，即使是不同語言版本的《發現》，人們也可以輕鬆識別。不過也有例外，比如西班牙語美洲版的「發現」就使用了迥然不同的封面設計。
《發現》的每一冊通常都控制在128–220頁，並附有約120至200張源自各時代藝術品和文化遺產的彩色插圖，由義大利分色製版。圖片使用四至七種顏色印製，有時也會使用金色和銀色，比如中譯本第54冊《華格納：世界終極的歌劇》就使用了一種帶金屬質感的濃鬱金色；第21冊《吸血鬼：暗夜裡尋找生命》使用了銀色。打開書以後，首先映入眼簾的是8–10幅佔據整頁的插圖、照片或影視劇照，有時輔以文字，一般是從文學作品中摘錄的段落或詩句。位於倫敦的泰晤士和漢德森出版社（《發現》的英國版發行社）總裁傑米·坎博林（Jamie Camplin）稱這一系列開卷插圖是「受到電影影響的片花」。例如中譯本第68冊《埃及學家商博良：破解古埃及文的天才》，迎接讀者的開卷畫面是一套取自商博良發表於1836年的手抄本《埃及語法》裡的彩頁。插圖設計師從雜誌中萃取靈感，將圖片製作的輪廓鮮明，即使是黑色背景，也會飾以金邊或銀邊。

中譯本第68冊《埃及學家商博良：破解古埃及文的天才》內頁。

內頁版面設計是《發現》的另一特色。根據不同主題，正文被劃分為三至八章節，各章節用新聞手法構造，附有導語和副標題，讀起來頗有時事報導的感覺。正文有時會被插頁打斷，好似幕間休息。所謂插頁是一幅佔滿整兩頁的跨頁圖片，或稱「圖像插入」，也有較小型的跨頁圖則是和正文結合在一起。除了新聞報紙的手法，電影元素對《發現》的影響也不容小覷。部份單書包含四折拉頁，展開可看到諸如宮殿等一類大型建築或自然地理的全景圖，彷彿大銀幕上的投影。閱讀《發現》給人的感覺就像是看電影，文本在這裡成了畫外音，有時文學的意味濃郁。至於那些沒有文字說明的圖片，則像是電影中的定格鏡頭。這種影像蒙太奇的圖文編排，令每一冊都猶如一本小型圖鑑，抑或一部書本化的紀錄片。不同國家的版本有時會對書中內容稍作改動以使其更能迎合當地市場需要，比如在中譯本第2冊《古埃及探祕：尼羅河畔的金字塔世界》書末所附的「古埃及年表」內加註了中國歷代年表以茲對照；在法文版第26冊中有一套8頁的螢光星空圖，於中譯本《星空：諸神的花園》（第9冊）裡替換成由臺北市立天文科學教育館研究助理洪景川專為其繪製的「臺灣的星空」圖；在中譯本第29冊《火山：大地之怒》的「見證與文獻」部份，新增章節〈世界少見的天然奇景：泥火山〉，是取自臺大地理系教授王鑫發表於《牛頓》雜誌（1985年5月號）上的文章，專門介紹臺灣的泥火山地景。
每冊書的最後1/4部份為「見證與文獻」（Témoignages et Documents），不同於正文，這部份始終以黑白印刷，但依舊使用光澤度很高的雪銅紙。不過某些語言的譯本改用了普通紙張來印刷這部份，比如中譯本就是如此。「文獻」檔如同一部小型選集，提供原始手稿、檔案紀錄、報章書籍選段，以及索引、插圖出處等。「見證與文獻」通常由作者或出版社蒐集的檔案或資料表組合而來，每組資料起始會附上導言和簡短說明文。全冊插圖的來源會以頁數順序在「圖片目錄與出處」（Table des illustrations）一欄中列明。根據描述的主題，「見證與文獻」可能以一份編年表、電影列表、唱片列表、書籍列表或索引作結。
對細節的重視也是《發現》文庫的一大特點，在選擇字體方面，Trump Mediaeval 用於正文；Franklin Gothic用於副標題；Zapf Dingbats 用於法文的角形引號；義大利體用於插圖的說明文並將首字放大，最後一行添加下劃線。正體字中譯本方面，正文一律採取字形更新前的細明體（舊字形）；圓體用於插圖說明文，首字放大和下劃線均予以保留；標楷體用於「見證與文獻」的導言和說明文。此外，前期發行的書目在取字上更為傳統，如取不取「青」、取不取「為」、取不取「俞」、取不取「緒」（「者」字多一點）、取「⺬」不取「⺭」等等，後期反之。《發現》的大多書目是在法國北部城市埃夫勒印刷，其次就是在義大利。義大利印刷人賈尼·史達羅（Gianni Stavro）長期以來為《發現》提供最新的印刷技術，他也是這套文庫的固定國際合作人。基於牢固與否的考慮，所有書都採用線裝。加利瑪誓言要令《發現》成為「世上最美的口袋文庫集」(« La plus belle collection de poche du monde. »)。

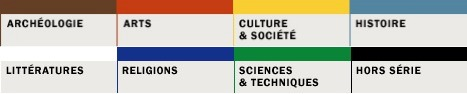
七大系列和與之對應的色碼。

早期的《發現文庫》由18個系列構成，分別是：考古（Archéologie）、宗教（Religions）、歷史（Histoire）、文學（Littérature）、哲學（Philosophie）、繪畫（Peinture）、建築（Architecture）、雕塑（Sculpture）、科學（Sciences）、技術（Techniques）、電影（Cinéma）、地方誌（Mémoire des lieux）、自然史（Histoires naturelles）、傳統知識（Traditions）、探索世界（Invention du monde）、生活的藝術（Art de vivre）、音樂與舞蹈（Musique et danse）、體育與競技（Sports et jeux）。現在改組成七大系列，並配置色碼：藝術（紅色）、考古（褐色）、歷史（藍色）、宗教（深藍）、文學（白色）、文化與社會（黃色）、科學與技術（綠色）。

## 歷程
《加利瑪發現文庫》的誕生源於皮耶·馬爾尙的理念，這套文庫集最初命名為（學識之道）。馬爾尙早在1972年他剛進入加利瑪出版社工作時就已有了這個想法，他說：「我為這套文庫集醞釀了14年之久，多虧「你是書中的主人公」一類遊戲書的成功，我們如今可以開啟新的航程…… 這是有史以來的第一套口袋百科全書…… 我們敢打賭，一旦你翻開這套書，無論你閱讀的是何種題材，也無論你讀到哪一頁，你都不忍心再把書合上。」在當時，出版全彩且每頁插圖的口袋百科全書被認為是毫無理智之擧，不過《發現》仍然在1986年誕生了，來自勞勃·拉豐出版社的伊莉莎白·德·法茜（Élisabeth de Farcy）擔任文庫的總監，她著手招募作者以及蒐集圖像文件。法茜在接受法國《十字報》採訪時說：「圖像在《發現》中佔據很重要的位置，如同其在藝術作品中的效用。」
《發現》的預覽版，或稱「第0期圖書」（numéro zéro）於1986年的夏季被送到500家書店，隨後於同年11月正式推出。首發12冊，每冊印行25000本。BBDO廣告公司為《發現》寫下標語：「在第一頁和最後一頁之間，你將『發現』無窮的內容」。文庫發行之前，馬爾尙並沒有做市場研究，這位擅長自修的總裁在法國知名電視節目《大家來討論》上解釋道：「這項計劃已醞釀經年，它萌生自我對知識開始渴求之時。毫無疑問，一個人需有精深的自修才能眞正意識到百科全書的重要性。我們一定都有過這樣的經歷：意識到必須建立我們自己的文化，尋求可靠的參考依據，做出明確的陳述或聲明。至於《發現》，我不需要做市場研究，從一開始，我希望的就是給予公眾我所需要的書籍。」雖然《發現》起初對讀者的定位是青少年，但這些書很快也在成人世界受到歡迎。這套文庫隨之進入快速成長期，五年內便推出了105種書目。1989年迎來一家西班牙的合作出版社，這是《發現》的第一位國際合作商，19個國家將會在未來的歲月陸續加入這項計劃。1992年，在《發現》出版了151種書目以後，加利瑪對比利時荷蘭語作家維克·德東德爾所寫的關於海妖和人魚的作品（簡體中譯本第22冊《海妖的歌》）產生了興趣。但這家巴黎出版社有些許猶豫：「很有趣的題材，但你要如何為其配置插圖呢？」棟德隨之展示了大約1000張圖像，是他花了多年蒐集而來。這套令人印象深刻的圖片打消了加利瑪的疑慮，棟德成為《發現》文庫的第一位非法語作家。
20世紀80年代末至90年代初的幾年間是《發現》的全盛時期，作者大多來自學術界或是策展人。有關藝術家的著作，特別是畫家或音樂家，常常伴隨大型展覽出版或銷售。比如中譯本第65冊《馬諦斯：揮灑絢麗色彩》就是配合1993年在龐畢度中心擧辦的畫展「亨利·馬諦斯 1904–1917」而發行；來自的於2016年在紐約市大都會藝術博物館擧辦的伊莉莎白·薇姬·勒布倫畫展出售。也有很多書目是因應時事而創作，如中譯本第21冊《吸血鬼：暗夜裡尋找生命》就是因應法蘭西斯·柯波拉的賣座電影《吸血鬼：真愛不死》出版。時隔十八年後，又在《暮光之城系列》小說及電影大獲成功的推動下於2010年發行了此書的修訂版。法文原版第222冊因應法國國立工藝學院兩百週年紀念出版。《發現》也會因應時事而調整作品的完成時限，有些書目便是在極其有限的時間內出版，如法文版第60冊（羅浮宮的記憶）是配合羅浮宮金字塔於1989年的落成典禮；第77冊（歌劇殿堂）獻禮巴士底歌劇院於1990年落成。這兩部作品都是在六至八週內完成所有出版程序，而正常情況下需要花費二至三個月的時間。除了因時事而生的作品，這套文庫也有一些令人好奇的書目，像是以紅髮為主題的第338冊；介紹情色史的第521冊。某些題材可能不利銷售但被認為有必要為其創作書目：有關透視（第138冊）；人體的圖解（第185冊）；矯飾主義（第457冊）。不過近幾年間，以特定國家、城市或某個大型機構的歷史為主題的書目漸漸取代了藝術家，同時也包含諸多關於社會學和宗教題材的書目。例如，第204冊（簡體中譯本第56冊《紐約：一座野性城市的編年史》）是編譯自英文的作品，第205冊也是關於城市歷史的書目：（聖彼得堡的白色魔法）；以同性戀為主題的第417冊，有關藥物濫用等社會問題的第423冊；研究聖母敬禮和聖母顯現的書目：第401冊和第524冊。也有為數不少的書目獻予作家，如第381冊（中譯本第58冊《普魯斯特：建構時光大教堂》）。不太主流的題材反而有更大的需求量，也許是因為當時的競爭相對較小，因此，一本關於熙篤會僧侶的書（第95冊）是1990年的暢銷書之一。而其他一些更為主流的題材，比如淘金熱（第34冊）和海盜（第45冊）的銷售成績則不太理想。一般來說，來自「藝術」和「考古」兩個系列的書目是最受歡迎的。《古埃及探祕：尼羅河畔的金字塔世界》和《文字與書寫：思想的符號》是《發現》最暢銷的兩種書目，均出自「考古」系列。截止到2001年，前者在世界範圍內售出50多萬冊。至於「體育與競技」系列，其中只有4本最受喜愛：環法自由車賽（第81冊），足球的歷史（第83冊），奧林匹克運動會（第133冊）和橄欖球的歷史（第164冊）。到1990年代中期，競爭開始出現，新書目的創作量和發行量逐漸減少，但部份題材被收入了番外篇。1994年，《發現》完成了第200種書目（駛向烏托邦）的創作，加利瑪於3月25日在法國國立古蹟博物館為文庫集擧辦了慶功宴。
如今，每年大概有15種書目會根據當前的文化和科學研究對內容進行更新，新版書目的設計也作了很多改變。第一次是自1998年9月發行的第359種書目起，調整了外觀設計，拋棄了封面的黑色背景，並將字體印刷得更醒目。第二次是從2000年3月出版的第390冊開始，調整了內頁版面設計。經過再版的舊書目，刪去了「見證與文獻」的某些內容，整體頁數也被縮減。這套文庫在誕生後的幾年內即與一種表面化又快速轉換的視覺文化（culture visuelle du zapping）連繫在一起，《發現》為此重申了自己的初衷：圖像並非凌駕於文本，而是同文本結合在一起，令閱讀體驗更豐富更具活力。文庫集從最新科技中受益良多，現在全部使用桌面出版編輯。由於QuarkXPress軟體是在1987年才發佈，《發現》的最初30種書目都是用照相排版。一本「發現」的目前價位，根據頁數的多少，介於8.40至15.90歐元之間（於臺灣為NT$250–280；於香港是HK$83–93；在中國是CN¥28–40），考慮到《發現》書籍的品質，這被認為是相當便宜的價格。

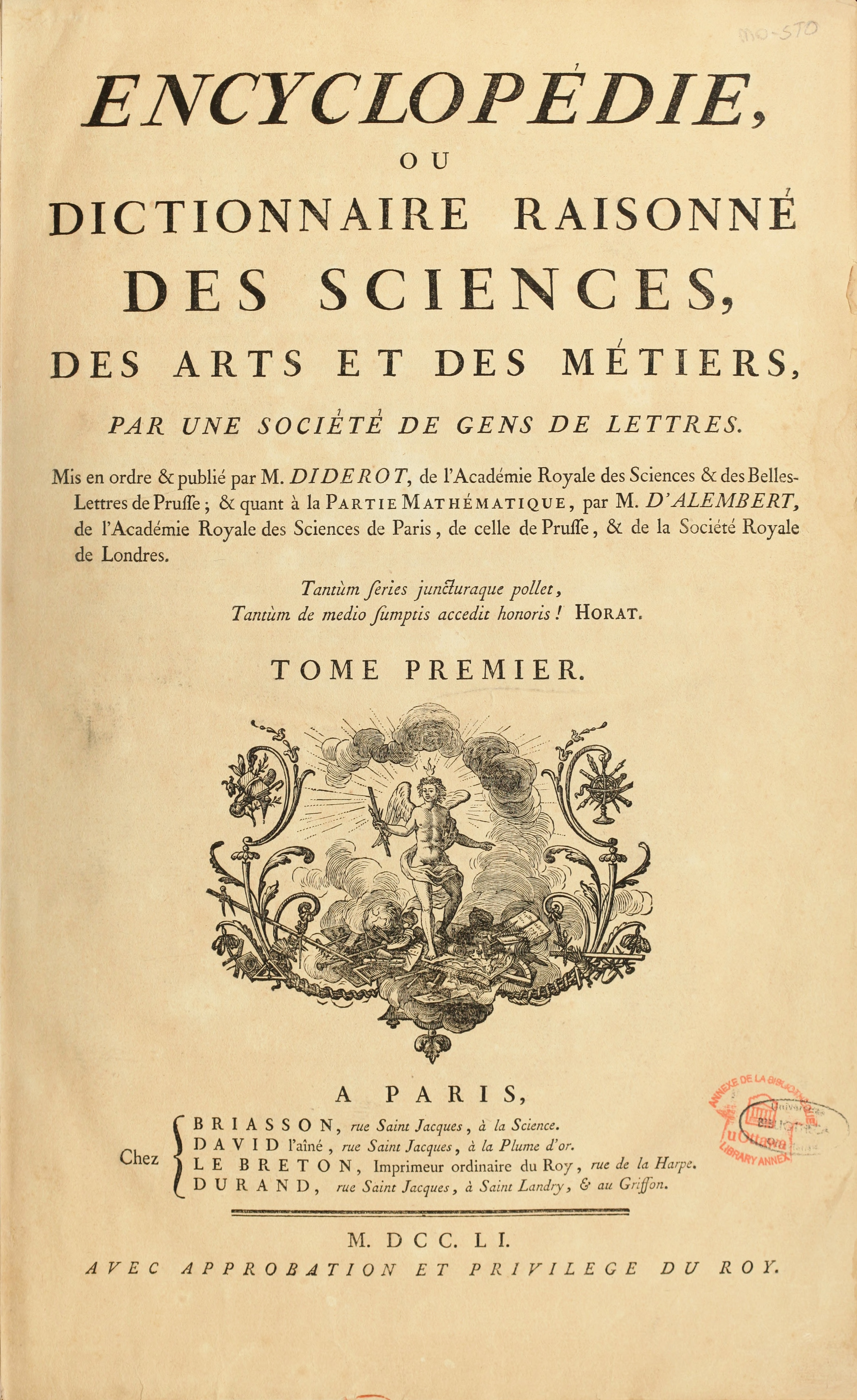
《百科全書，或科學、藝術和工藝詳解詞典》是第一部法文百科全書，由狄德羅、達冷柏和其他多名編撰者合作完成。它是現代百科全書形式的源頭之一，也是首部有諸多具名的編撰者合作的作品，或許還是最著名的早期百科全書。《加利瑪發現文庫》將它的第100種書目《Le Roman vrai de l’Encyclopédie》（百科全書的實事小說）獻予這部啟蒙時代的著作。

《發現》至今已有20多種語言的譯本，包括英文、西班牙文、俄羅斯文、阿拉伯文、中文、日文、韓文等。加利瑪青年出版社的現任總裁海德薇·帕絲奎（Hedwige Pasquet）說：「這套價格平易近人的口袋百科全書實現了它的人文主義夢想，讓人人都有機會學習各種領域的知識，而且這些知識都是與時俱進的。狄德羅和達冷柏定會對此非常贊同……」根據法國《讀書週刊》的報導，截止到1999年，這套「法國式文獻紀錄書庫」（documentaires « à la française »）在全世界擁有超過二千萬冊的銷售量。自90年代起開始進入東歐和亞洲市場，尤其在日本和俄羅斯。前者是首個出版《發現》的東亞國家，自1990年開始截止到2017年已發行166種書目；後者四年內推出了約100種書目。為了解決國際知識產權和藝術品的複製權問題，國際出版社首先確定要發行多少種書目，然後再根據自身的編輯流程來選擇題材，並分攤高昂的攝影作品版權費。因此，美國的亞伯蘭斯出版社為他們的英譯本「發現」選擇了眾多與傳統文化題材相關的書目，如第56冊（中譯本第27冊《羅馬考古：永恆之城重現》），第86冊（中譯本第3冊《希臘的誕生：燦爛的古典文明》），第360冊（中國考古：再探中華文明史）等；而日本的創元社更偏好具有原創性質的書目，如第57冊（中譯本第45冊《女巫：撒旦的情人》）。西班牙是第一個引進《發現》的國家，來自馬德里的阿奇拉出版社於1989年首發了12種書目；在義大利，從1992年開始，伊萊塔/加利瑪出版社（Electa/Gallimard）七年內推出了128種書目；在英國，泰晤士和漢德森出版社於1992年5月首發12冊，至2008年共發行107種書目；在美國，於1992至2008年間出版了111種書目；在南韓，時空社從1995年起截止到2017年12月發行了142種書目。此外，國際版本通常會合作印製以節省花費，並支援發行量少的國家。比如英國和美國就合作分攤印刷費和翻譯費，美國版再根據詞彙拼寫和慣用語的差異進行重新編輯，反之亦然。
除了與眾多國外出版社合作，《發現》也和各種本國的大型機構建立夥伴關係。最矚目的是自1989年以來與法國國家博物館聯合會的合作：截止到2001年，共同推出了32種書目，外加一種英文書目（第277冊）、四種書目，以及一套盒裝套書《印象派》（包含「竇加」、「塞尙」、「莫內」、「雷諾瓦」、「馬內」五冊書目）。合作的目的之一是可以共攤成本並共享收入，其二是結合聯合會的博物館資源與出版社的資訊傳遞能力，令作品在質量和效率上都大大提升。當一部作品通過聯合會伴隨大型展覽推出，就能使銷售量大增。其他合作機構還包括原子能與替代能源委員會（第282冊），國民互助信貸銀行（第379冊），萊雅集團（第405冊—簡體中譯本無序號《秀髮絲語》），以及有數百年歷史的奧若維津士紙業公司（第369冊）等等。《發現》有時會在「致謝」中明確提及合作方（第379冊），但通常只有隱晦的提示（第405冊），甚至低調的保持沈默（第389冊）。
非虛構作品書籍的出版在法國已經衰落多年，市場飽和是一大主因，來自其他傳播媒體的競爭是另一大原因。特別是現今發達的網際網路，令一部份年輕世代無意再購買實體書籍。儘管《發現文庫》有極其出色的公眾形象，但出版社仍不免擔心遭受眾多新興事物的排擠。在國際上，文庫無疑獲得很大成功，但在它的家鄉法國，銷量下降，情況正在惡化，新書目的創作量和印刷量都在縮減。《發現》的創始人皮耶·馬爾尙在為加利瑪出版社工作了27年之後，於1999年3月1日轉投了阿歇特出版公司。對《發現》來說，這無疑是極大的損失，好在已有10多年的發行經驗，且文庫的經濟效益一直不錯，因而積纍下一筆可觀的資金，讓《發現》最終度過難關。2011年，為慶祝加利瑪出版社一百週年紀念，《發現》推出了它的第一本電子書：第569種書目（加利瑪：孜孜不倦的出版商）。
時至今日，唯有部份番外系列還在持續更新。這套文庫集的主體部份已經停止新書目的創作，只於每年再版部份舊書目，再版的書目一般會重新配置封面圖。

## 圖像

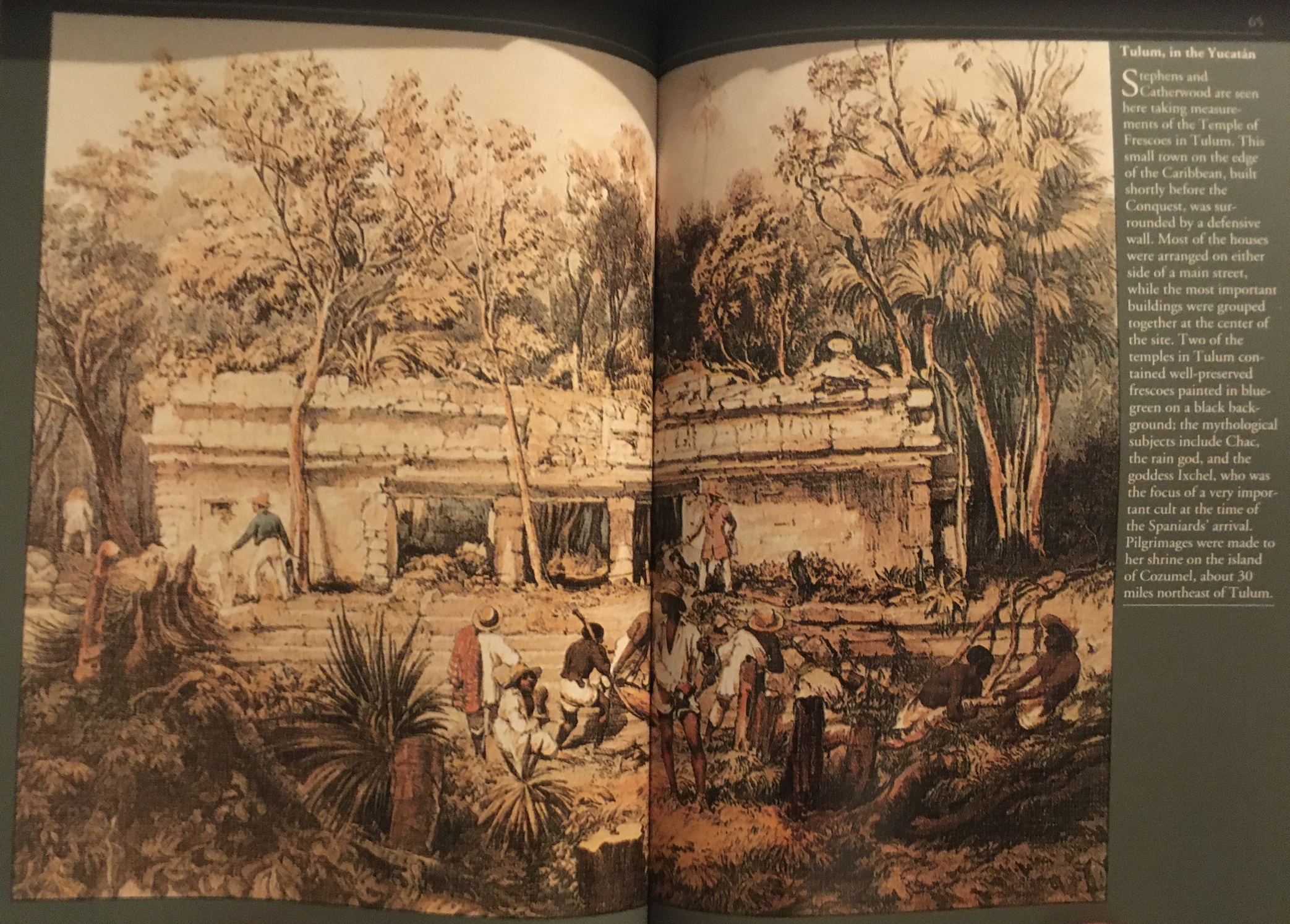
約翰·勞伊·史提芬（左）和加瑟伍德（右）在圖隆測量「壁畫神廟」（Temple of the Frescos）的面積。加瑟伍德繪，1844年。取自《馬雅古城：湮沒在森林裡的奇蹟》第64–65頁（該圖為英譯本）。

圖像在《發現》中佔據很重要的位置，這套文庫從雜誌的內頁版面設計上獲得很多靈感。但在1980年代，還不存在桌面出版和照片數位化技術，所有複雜的書籍實物模型全部手工製作，插圖師不得不往返於博物館、圖書館、畫廊等地蒐集圖像文件。如今，科技的發展簡化了這些程序，但新的困難也在不斷出現，使用一張圖片所需的手續越來越多，情況更趨複雜。有關當代題材的插圖所需的花費更為高昂，因為出版社必須通過攝影經銷公司取得圖片的正當使用權。未經發表的圖片永遠作為首選，除了從博物館或圖書館搜尋資料，《發現》的插圖師們也持有一筆資源。19世紀英國探險家費德利克·加瑟伍德的一套描繪馬雅遺跡的畫作被用於第20種書目（中譯本第8冊《馬雅古城：湮沒在森林的奇蹟》）中，這些繪畫就是由一名插圖師提供。
一般來說，有關藝術、文明、考古的題材不難配置插圖，但如果要為「疼痛」（第370冊）或「永續發展」（第495冊）這樣的主題蒐集插圖，情況會變得相當「挑剔講究」，因為必須要避免毫無新意的重複圖像或單調乏味的圖片。插圖師需要拓寬搜尋領域，利用歷史文獻、藝術作品、電影劇照等資源來解決這個問題。

## 番外
《加利瑪發現文庫》的番外包含一套獨立系列（closed series）和四套副文庫（sub-collection）。
- ：「另眼看20世紀史」，這是《加利瑪發現文庫》裡的獨立系列，1999年出版，由10冊組成，每一冊講述20世紀一個年代的歷史。所有插圖均來自高蒙電影公司的影視檔案。[8]
- ：1994年起開始推出的副文庫。直譯為「系列之外」，即有「外傳」、「番外」之意，目前已發行超過100冊。這一系列的書籍通常更為小巧（120 × 170 mm；亦有例外），各冊僅有48頁，同樣擁有豐盛的全彩插圖。這些書被設計得好似博物館的導遊手冊，根據加利瑪的說法，「閱讀這些書就彷彿是在參觀一塲展覽」。[32]此系列中的大多書目都與藝術家相關，特別是畫家，如波提且利、克拉納赫、阿爾欽博托、眞蒂萊希、福拉歌那、傑洛姆、蘇丁……
- ：由13冊圖書組成的副文庫，其中12冊發行於1992年，1冊發行於1994年，使用較大的開本（210 × 270 mm）。
- ：發行於1998年的6卷本副文庫（124 × 178 mm），這6本書的創作靈感源自《發現》書目最後1/4部份的「見證與文獻」。[16]2006年由譯林出版社發行簡體中文譯本，譯名未加區別，依舊譯作「發現之旅」。
- ：自2018年開始推出的副文庫，由伴隨藝術展發行的展覽手冊組成，使用較小開本（120 × 170 mm）。

## 正體字版與簡化字版
1994年5月，時任臺灣時報文化出版總經理的郝明義將《發現之旅》譯介至華語世界，開店銷圖文閱讀書籍之風氣。1998年11月，上海書店出版社總編輯金良年將《發現》引進至中國大陸，之後又有上海譯文出版社、漢語大詞典出版社、上海教育出版社、上海人民出版社陸續推出。一般情況下，時報版與簡體中文版在序號、譯名和譯者方面基本相同，但也有較多差異。例如，時報版由陳太乙翻譯的第65冊《馬諦斯：揮灑絢麗色彩》，簡體版為第66冊，由沈志紅翻譯，譯名《馬蒂斯：傑出的色彩大師》。此外，簡體版因分別由多家出版社推出，造成少數序號重複或無序號的情況出現。由於時報文化自2006年以後便不再發行這套叢書，而中國大陸則一直陸續出版、再版至近幾年，所以簡體版在發行數量上已經超過時報版。

## 反響
法國週刊《電視全覽》讚揚《發現文庫》為「結合了影視作品的懸念與新聞業界的效率，並以文學予其氣質，藝術增其華美」；德國《時代週報》評價這套文庫是「一場充滿意義、驚奇滿載又令人激動的探險之旅」。英國作家瑞克·波伊諾在視覺文化雜誌《Eye》上稱文庫是「當代最偉大的出版項目之一」。《紐約時報》曾提及《發現》的美國英譯版叢書，評論道：「系列裡的每一冊都設計精妙。」英裔美國藝術評論家約翰·羅素認為叢書囊括了不少獨家訊息，比如埃里亞努斯在對大象的音樂感研究方面的權威性，抑或1835年描述哈雷彗星的第一手資料。西班牙《國家報》認為是「一部向大眾普及知識的高水準之作」。時報出版的編輯曹慧認為《發現之旅》是「有別英美視角的法國觀點」，並稱其是「一冊一主題，一書一世界」。上海書店出版社總編輯金良年在他的書籍評介文中寫道：「《發現之旅》是一個大膽創新的系列，其影響之大，不亞於一部上乘的電視紀錄片。」
根據法國雜誌《拓展》的報導，更多正面評價包括——《星期日郵報》：「一場豪華驚豔的視覺革新」；《泰晤士報》：「一套新奇無比且十足大膽的文庫集」；《時代週報》：「一旦你翻開這套書，就不忍心再合上」；《紐約時報書評》：「智慧同好奇之心齊頭並進，這是一套令人聯想起19世紀百科全書的文庫集」。
雖然《加利瑪發現文庫》以其獨特品質和精緻的視覺設計受到讚揚，但這套文庫在定位上遭遇很多問題。許多書商對分類頗感困擾：究竟是作為成人閱讀書籍，還是青少年書籍？應該歸類在口袋書一欄，還是人文科學的文獻紀錄性非虛構類書籍？最後只能按題材將這些書分散安置。由於競爭激烈，大多書商都拒絕再將《發現》陳列在書店裡最顯眼的位置。另一大原因是由於加利瑪出版社的庫存相當緊張，《發現》的幾百冊書目從來都不齊全，這一點令顧客感到不滿。同時，定位的問題也潛伏在報刊等印刷媒介方面。比如，就私人而言，大多記者都很樂意於從報刊宣傳機構獲取《發現》最新出版的書目，但他們對在自己的報導中大篇幅介紹這樣一本難以歸入隨筆類別的小書明顯缺乏熱情。即使這本書是新近面世而非舊書再版，情況也不會有多好。

## 發售型態
除了單本銷售，時報出版的《發現之旅》也按題材分類發行盒裝套書：
- 自然奧祕演化之書——包含鯨魚、恐龍、化石、火山、氣象學五冊，2002年，ISBN 0000000910224。
- 藝術大師生命之書——包含梵谷、莫內、塞尙、雷諾瓦、馬內五冊，2002年，ISBN 0000000910231。
- 古文明探索之書——包含古埃及、古希臘、馬雅、阿茲特克、羅馬人五冊，2002年，ISBN 0000000910217。
- 古文明系列叢書——包含印加、吳哥窟、拜占庭、美索不達米亞四冊，2003年，ISBN 0000000911894。
- 古埃及系列叢書——包含埃及豔后、木乃伊、商博良、拉美西斯二世四冊，2003年，ISBN 0000000911887。
- 經典建築四書——包含大教堂、文藝復興建築、巴洛克建築、柯比意四冊，2005年。
- 藝術大師全系列——包含梵谷、貝多芬、莫札特、羅丹、莫內、林布蘭、羅特列克、塞尙、高更、雷諾瓦、竇加、巴哈、畢卡索、馬內、華格納、米羅、夏卡爾、高第、達文西、馬諦斯、柯比意、哥雅、達利二十三冊，2006年。

## 紀錄片改編
《加利瑪發現文庫》中的部份單書自1997年開始被陸續改編成紀錄片，由德法公共電視臺和跨歐電影公司（Trans Europe Film）聯合出品，加利瑪出版社和羅浮宮博物館以合作者身份參與製作，大多由法國導演尙-克勞德·呂伯康斯基（Jean-Claude Lubtchansky）執導。這些時長52分鐘的紀錄片被作為系列電視紀錄片《人類探險之旅》的單集於德法公共臺播出。
紀錄影片列表：
| 影片原名 | 中文直譯               | 導演 | 旁白                                                                 | 出品年份 | 改編書目 | 正體譯本                                     | 簡體譯本                                   | 書目作者 |
| -------- | ---------------------- | ---- | -------------------------------------------------------------------- | -------- | -------- | -------------------------------------------- | ------------------------------------------ | -------- |
|          | 美索不達米亞往事錄     |      | 法蘭索瓦·馬圖赫、蔻琳‧賈柏、尙-克勞德·呂伯康斯基                     | 1998     |          | 美索不達米亞：兩河流域的文明曙光（第73冊）   | 美索不達米亞：追溯近東文明的起點（第58冊） |          |
|          | 近代日本開國史         |      | 法蘭索瓦·馬圖赫、米謝·杜查索                                         | 1998     |          | –                                            | –                                          |          |
|          | 伽利略，星宿使者       |      | 法蘭索瓦·馬圖赫、魯傑羅·德·派斯                                      | 1998     |          | 伽利略：揭開月亮的面紗（第35冊）             | 伽利略：揭開月亮的面紗（第35冊）           |          |
|          | 走向廷巴克圖：非洲探險 |      | 法蘭索瓦·馬圖赫、伊夫·蘭柏瑞奇、李察·賽梅爾                          | 1999     |          | –                                            | –                                          |          |
|          | 失落的馬雅古城         |      | 法蘭索瓦·馬圖赫、馬可·詹米特                                         | 2000     |          | 馬雅古城：湮沒在森林的奇蹟（第8冊）          | 馬雅古城：湮沒在森林裡的奇蹟（第8冊）      |          |
|          | 商博良，埃及書吏       |      | 法蘭絲瓦·法比安、尚-雨果‧安格拉                                      | 2000     |          | 埃及學家商博良：破解古埃及文的天才（第68冊） | –                                          |          |
|          | 李奧納多·達文西        |      | 奧蘿爾·克來蒙、傑哈‧德薩特                                           | 2001     |          | 達文西：科學與藝術天才（第63冊）                 | 達·芬奇：宇宙的藝術和科學（第68冊）        |          |
|          | 數字帝國               |      | 鄧尼‧蓋奇                                                            | 2001     |          | 數字王國：世界共通的語言（第59冊）           | 數字王國：世界共通的語言（第63冊）         |          |
|          | 紅皮膚的大地           |      | 賽吉·阿維德奇安、法蘭索瓦·馬圖赫                                     | 2002     |          | 印第安人：紅皮膚的大地（第31冊）             | 印第安人：紅皮膚的大地（第31冊）           |          |
|          | 吳哥，石頭之林         |      | 賽吉·阿維德奇安、西薇‧莫羅                                           | 2002     |          | 吳哥窟：失落的石頭之林（第71冊）             | 吳哥：石林（第90冊）                       |          |
|          | 達爾文與演化科學       |      | 克勞德·歐佛、瓦列莉·文克萊兒                                         | 2002     |          | –                                            | 達爾文：進化論之父（第83冊）               |          |
|          | 尼羅河源頭之謎         |      | 瑟薇琳·萊翠莉荷、雅克-亨利·法柏、文森·格拉斯、荷西·盧喬尼、賽吉·馬弘 | 2003     |          | 非洲探險：黑色大陸的秘密（第32冊）           | 非洲探險：黑色大陸的秘密（第32冊）         |          |

## 華夏文化主題相關單書
- Hudelot, Claude. . Collection « Découvertes Gallimard / Histoire » (nº 6). 1986  [2017-07-12]. ISBN 207030423X. （原始内容存档于2020-11-12） （法语）.（中譯本：無；其他語言譯本：無）
- Drège, Jean-Pierre. . Collection « Découvertes Gallimard / Histoire » (nº 53). 1989-05-16  [2017-07-31]. ISBN 9782070530762. （原始内容存档于2020-11-12） （法语）.（中譯本第4冊：《絲綢之路：東方和西方的交流傳奇》；其他語言譯本：德文、荷蘭文、西班牙文、葡萄牙文、義大利文、俄文、日文、韓文）
- Béguin, Gilles; Morel, Dominique. . Collection « Découvertes Gallimard / Histoire » (nº 303). 1996-11-18  [2017-07-12]. ISBN 9782070533954. （原始内容存档于2020-11-12） （法语）.（簡體中譯本第89冊：《紫禁城》；其他語言譯本：英文、義大利文、波蘭文、俄文、斯洛維尼亞文、韓文）
- Hiault, Denis. . Collection « Découvertes Gallimard / Histoire » (nº 323). 1997-06-03  [2017-07-12]. ISBN 2070534162. （原始内容存档于2020-03-28） （法语）.（中譯本：無；其他語言譯本：義大利文、韓文）
- Debaine-Francfort, Corinne. . Collection « Découvertes Gallimard / Archéologie » (nº 360). 1998  [2017-07-12]. ISBN 9782070391738. （原始内容存档于2020-11-12） （法语）.（中譯本：無；其他語言譯本：英文、瑞典文、義大利文、俄文、土耳其文、日文、韓文）
- Vallet, Odon. . Collection « Découvertes Gallimard / Religions » (nº 385). 1999-11-03  [2017-11-28]. ISBN 2070526615. （原始内容存档于2020-12-05） （法语）.（中譯本：無；其他語言譯本：無）
- Roux, Jean-Paul. . Collection « Découvertes Gallimard / Histoire » (nº 422). 2002-09-18  [2017-07-13]. ISBN 9782070765560. （原始内容存档于2020-11-12） （法语）.（中譯本：無；其他語言譯本：英文、俄文、羅馬尼亞文、土耳其文、日文、韓文）
- Pommaret, Françoise. . Collection « Découvertes Gallimard / Histoire » (nº 427). 2002-10-30  [2017-07-13]. ISBN 9782070762996. （原始内容存档于2020-12-04） （法语）.（中譯本：無；其他語言譯本：英文、俄文、羅馬尼亞文、土耳其文、日文、韓文）
- Élisseeff, Danielle. . Collection « Découvertes Gallimard / Religions » (nº 440). 2003-10-16  [2017-07-12]. ISBN 9782070429943. （原始内容存档于2021-11-22） （法语）.（中譯本：無；其他語言譯本：羅馬尼亞文）
- Détrie, Muriel. . Collection « Découvertes Gallimard / Culture et société » (nº 447). 2004-02-05  [2017-07-12]. ISBN 2070313085. （原始内容存档于2021-07-22） （法语）.（簡體中譯本第78冊：《法國—中國：兩個世界的碰撞》；其他語言譯本：無）
- Darrobers, Roger. . Collection « Découvertes Gallimard / Histoire » (nº 528). 2008-06-12  [2017-07-12]. ISBN 9782070356331. （原始内容存档于2021-07-22） （法语）.（中譯本：無；其他語言譯本：無）
- Goossaert, Vincent; Gyss, Caroline. . Collection « Découvertes Gallimard / Religions » (nº 558). 2010-03-25  [2017-07-12]. ISBN 9782070436538. （原始内容存档于2020-11-20） （法语）.（中譯本：無；其他語言譯本：日文）

## 腳註
1. ↑  ：法文，意為「探索之旅」，也可解作「發現之旅」，標記在中譯本封面左上角（包括正體版和簡體版），但在法國原版中從來沒有使用過這個標題。
2. ↑  這個譯名取自本系列第53冊《馬內：「我畫我看到的！」》第8頁，書中原作「加利馬發現文庫」，是一種更準確的譯法。因為「叢書」對應的英文是，而是一套，同  是兩種概念。比起「叢書」，「文庫」的意思更接近。
3. ↑  即「發現」的意思。

## 外部連結
- 官方网站 （法文）
- 時報文化官網上發現之旅全套書目的資料 （繁體中文）
- 世紀易文網上發現之旅書目列表 （页面存档备份，存于）的資料 （简体中文）
- 【法國】加利瑪的「發現」之旅 （页面存档备份，存于） （繁體中文）
- 《伽利略》讀後感 — 單維彰的私人書評 （页面存档备份，存于） （繁體中文）
- 《氣象學》讀後感 — 單維彰的私人書評 （页面存档备份，存于） （繁體中文）
- 《鏡子：美的歷史》— 單維彰的私人書評 （页面存档备份，存于） （繁體中文）
- 古代文明推薦書目(2) —《古埃及探祕：尼羅河畔的金字塔世界》by 邱建一 （页面存档备份，存于） （繁體中文）